# 兒童安樂死
兒童安樂死是指對患有重病或出生時就已有嚴重缺陷的兒童施行安樂死。雖然安樂死在現時世上部份國家或地區被獲准執行，但並不適用於未滿12歲的兒童。直到現在，兒童安樂死依然是一項有爭議的題目，批評者一直都把支持兒童安樂死的行為比照殺嬰。
約瑟夫·弗萊徹（Joseph Fletcher），情境倫理（situational ethics）的始創者及安樂死的支持者，提議殺嬰的行為在嚴重先天缺陷的情況下應該被允許。弗萊徹指出：跟那種令人感到非常不安的殺嬰行為不同，上述的情況其實是一個人道的考慮，可以被視為是墮胎在邏輯及理據上的合理延伸。

## 各國對兒童安樂死的法規

### 荷蘭
在荷蘭，技術上來說，12歲以下病人仍然是不可以接受安樂死的。不過，愛德華·費爾哈亨（Eduard Verhagen）記錄了幾例嬰兒安樂死。在同事和檢察官的幫忙下，費爾哈亨遵循這些案例制定了一項協議，被稱為“格羅寧根協議”。若有人遵從格羅寧根協議執行兒童安樂死，檢察官可不對執行者加以起訴。
兒童安樂死的合法化引起了時任梵蒂岡宗座生命學院副院長塞格西亞主教（Elio Sgreccia）的強烈批評。

### 英國
納菲爾德生物倫理學理事會（Nuffield Council on Bioethics）在2006年就胎兒及新生嬰兒的深切治療服務進行了一次問卷調查，以瞭解為異常早產嬰兒的治療作決定時，可能會引起的倫理、社會及法律問題。
英國皇家婦產科學院（The Royal College of Obstetricians and Gynaecologists）在其提交的回覆裡建議應該就這個議題進行公開辯論。
英國聖公會就有關問卷調查提交的回覆，支持醫生在非常情境下，應被賦與為有嚴重缺陷的新生嬰兒中止治療的權利。另外，基督徒醫療團契（Christian Medical Fellowship）亦表明當治療明顯地已成為嬰兒的一個「負累」時，不算是安樂死。